# Verneřice
Verneřice — miasto w Czechach, w kraju usteckim, w powiecie Děčín.
Według danych z 1 stycznia 2024, liczba mieszkańców miasta wynosi 1164 osoby (1309. miejsce w kraju wśród miejscowości; 570. miejsce wśród miast).

## Demografia
| Rok             | 2008 | 2016 | 2024 |
| --------------- | ---- | ---- | ---- |
| Liczba ludności | 1091 | 1130 | 1164 |